# Cnemonyx
Cnemonyx är ett släkte av skalbaggar. Cnemonyx ingår i familjen vivlar.

## Dottertaxa tillCnemonyx, i alfabetisk ordning[1]
- Cnemonyx acuminatus
- Cnemonyx amazonicus
- Cnemonyx atratus
- Cnemonyx barbatus
- Cnemonyx boliviae
- Cnemonyx brasiliensis
- Cnemonyx brevisetosus
- Cnemonyx confinis
- Cnemonyx creber
- Cnemonyx difformis
- Cnemonyx equihuai
- Cnemonyx errans
- Cnemonyx euphorbiae
- Cnemonyx evidens
- Cnemonyx exiguus
- Cnemonyx exilis
- Cnemonyx fastigius
- Cnemonyx ficus
- Cnemonyx flavicornis
- Cnemonyx furvescens
- Cnemonyx galeritus
- Cnemonyx glaber
- Cnemonyx glabratus
- Cnemonyx gracilens
- Cnemonyx hylurgoides
- Cnemonyx impressus
- Cnemonyx insidiosus
- Cnemonyx insignis
- Cnemonyx jucundus
- Cnemonyx liratus
- Cnemonyx longicollis
- Cnemonyx maculicornis
- Cnemonyx minor
- Cnemonyx minulus
- Cnemonyx minusculus
- Cnemonyx niger
- Cnemonyx nigrellus
- Cnemonyx nitens
- Cnemonyx opacus
- Cnemonyx panamensis
- Cnemonyx parvus
- Cnemonyx priscus
- Cnemonyx prociduus
- Cnemonyx recavus
- Cnemonyx rugulosus
- Cnemonyx schedli
- Cnemonyx setulosus
- Cnemonyx similis
- Cnemonyx splendens
- Cnemonyx squamifer
- Cnemonyx vagabundus
- Cnemonyx vestitus
- Cnemonyx vianai
- Cnemonyx vismiacolens